# Cronicile Crăciunului
Cronicile Crăciunului (în engleză The Christmas Chronicles) este un film de Crăciun regizat de Clay Kaytis după un scenariu de Matt Lieberman. A fost produs în Statele Unite ale Americii de studiourile 1492 Pictures și a avut premiera la 22 noiembrie 2018, fiind distribuit de Netflix. Coloana sonoră este compusă de Christophe Beck. A fost urmat de Cronicile Crăciunului 2.

## Rezumat
Filmul prezintă povestea lui Kate și Teddy Pierce (frate și soră), al căror plan din Ajunul Crăciunului de a-l surprinde pe Moș Crăciun cu camera se transformă într-o călătorie neașteptată la care majoritatea copiilor doar ar putea visa.

## Distribuție
- Kurt Russell - Moș Crăciun / Sfântul „Nick” Nicolae, o figură magică care aduce oamenilor cadouri în noaptea de Crăciun, când aceștia dorm.
- Darby Camp - Kate Pierce, o fată de 11 ani entuziastă are este sora mai mică a lui Teddy. Spre deosebire de Teddy, Kate are încredere în Moș Crăciun și decide să găsească sania lui Moș Crăciun în Ajunul Crăciunului.
  - Kaitlin Aidree - Kate Pierce, între 3 și 5 ani.
- Judah Lewis - Teddy Pierce, un băiat de 16 ani și fratele mai mare al lui Kate, care se angajează în activități rău intenționate după pierderea tatălui său.
  - Jesse Gervasi - Teddy Pierce în vârstă de 3 ani.
  - David Kohlsmith - Teddy Pierce, în vârstă de 5 ani.
  - Jack Bona - Teddy Pierce, cu vârsta cuprinsă între 8 și 10 ani.
- Lamorne Morris - ofițer Mikey Jameson, un ofițer de poliție care locuiește în Chicago, Illinois.
- Kimberly Williams-Paisley - Claire Pierce, mama văduvă a lui Teddy și Kate. Ea este asistentă la un spital din Lowell, Massachusetts.
- Oliver Hudson - Doug Pierce, pompier, regretatul tată al lui Teddy și Kate și soțul decedat al lui Claire. A decedat într-un incendiu după ce a intrat în el pentru a salva mai multe persoane aleatorii.
- Martin Roach - Ofițerul Dave Poveda, un ofițer de poliție care locuiește în Chicago, Illinois, care nu își amintește de Moș Crăciun.
- Vella Lovell - Wendy, angajată la un restaurant care dorește să ajungă designer de modă.
- Tony Nappo -  Charlie Plummer, un fost barman.
- Steven van Zandt - Wolfie, un deținut care și-a dorit anterior să fie muzician.
- Marc Ribler - Dusty, un alt deținut care și-a dorit anterior să fie muzician.
- Jeff Teravainen - Vincent, un răufăcător
- Goldie Hawn - doamna Crăciun, soția lui Moș Crăciun.

### Roluri de voce
- Debra Wilson - Lars
- Kari Wahlgren - Jojo
- Andrew Morgado - Hugg
- Debi Derryberry - Fleck
- Michael Yurchak - Bjorn
- Jessica Lowe - Mina